# Kuźnica Grodziska (gromada)
Kuźnica Grodziska (od 1 I 1970 Oblasy) – dawna gromada, czyli najmniejsza jednostka podziału terytorialnego Polskiej Rzeczypospolitej Ludowej w latach 1954–1972.
Gromady, z gromadzkimi radami narodowymi (GRN) jako organami władzy najniższego stopnia na wsi, funkcjonowały od reformy reorganizującej administrację wiejską przeprowadzonej jesienią 1954 do momentu ich zniesienia z dniem 1 stycznia 1973, tym samym wypierając organizację gminną w latach 1954–1972.
Gromadę Kuźnica Grodziska z siedzibą GRN w Kuźnicy Grodziskiej utworzono – jako jedną z 8759 gromad na obszarze Polski – w powiecie włoszczowskim w woj. kieleckim, na mocy uchwały nr 13l/54 WRN w Kielcach z dnia 29 września 1954. W skład jednostki weszły obszary dotychczasowych gromad Kuźnica Grodziska, Oblasy, Piaski, Rudniki, Załęże, Zaróg (bez kolonii Wincentów) i Wólka oraz wieś Teodorów z dotychczasowej gromady Aleksandrów ze zniesionej gminy Chrząstów w tymże powiecie. Dla gromady ustalono 17 członków gromadzkiej rady narodowej.
1 stycznia 1957 do gromady Kuźnica Grodziska przyłączono przysiółek Pękowiec z gromady Maluszyn w powiecie radomszczańskim w woj. łódzkim.
31 grudnia 1959 z gromady Kuźnica Grodziska wyłączono wieś Zaróg włączając ją do gromady Żelisławice.
31 grudnia 1961 do gromady Kuźnica Grodziska przyłączono z powrotem wieś Zaróg i tereny byłego folwarku Zaróg ze zniesionej gromady Żelisławice.
Gromadę Kuźnica Grodziska zniesiono 1 stycznia 1970 w związku z przeniesieniem siedziby GRN z Kuźnicy Grodziskiej do Oblasów i przemianowaniem jednostki na gromada Oblasy.